# Pertheville-Ners
Pertheville-Ners (Ausspracheⓘ) ist eine französische Gemeinde mit 236 Einwohnern (Stand: 1. Januar 2022) im Département Calvados in der Region Normandie. Sie gehört zum Arrondissement Caen und zum Kanton Falaise.

## Geografie
Pertheville-Ners liegt rund neun Kilometer ostsüdöstlich von Falaise. Umgeben wird die Gemeinde von Fresné-la-Mère im Westen, Nordwesten und Norden, Beaumais im Nordosten, Crocy im Osten, Fourches im Südosten, Vignats im Süden sowie La Hoguette in südwestlicher Richtung. Etwa sieben Kilometer südwestlich des Gemeindegebiets verläuft die Autoroute A88.

## Bevölkerungsentwicklung
| Jahr                             | 1793 | 1836 | 1876 | 1926 | 1946 | 1968 | 1990 | 2016 |
| Einwohner                        | 328  | 297  | 306  | 196  | 195  | 191  | 188  | 245  |
| Quelle: Cassini, EHESS und INSEE |      |      |      |      |      |      |      |      |

## Sehenswürdigkeiten
- Kirche Saint-Aubin aus dem 11. beziehungsweise 18. Jahrhundert, als Kulturgut eingestuft[3]
- Kirche Saint-Pierre aus dem 14. beziehungsweise 18. Jahrhundert, Kulturgut[4]
- Herrenhaus aus dem 16. Jahrhundert, Kulturgut[5]
- zahlreiche Häuser und Bauernhöfe aus dem 17., 18. und 19. Jahrhundert, die ebenfalls als Kulturgut ausgewiesen sind[6]